# Friedrich von Prittwitz und Gaffron
Barone Karl Maximilian Friedrich-Wilhelm von Prittwitz und Gaffron (Stoccarda, 1º settembre 1884 – Tutzing, 1º settembre 1955) è stato un politico e ambasciatore tedesco.
Ambasciatore di Germania negli Stati Uniti, fu l'unico diplomatico tedesco di alto livello a dimettersi nel 1933 in segno di protesta contro l'ascesa al potere di Adolf Hitler.
Apparteneva ad una nobile famiglia della Slesia, i Prittwitz und Gaffron, e suo nonno fu l'ammiraglio Curt von Prittwitz und Gaffron. Friedrich partecipò alla prima guerra mondiale come ufficiale di cavalleria sul fronte occidentale.
Studiò poi all'Università di Bonn facendo parte del Corpo Borussia; di carattere filo conservatore, entrò nei Freikorps e appoggiò la politica conservatrice di Paul von Hindenburg, candidandosi al Reichstag per i conservatori-monarchici; ma quando Adolf Hitler prese il potere, von Prittwitz und Gaffron fu disgustato dall'illegalità delle SS e dal falso ritorno della monarchia in Germania.
Fu poi informato da un suo ex compagno dei Freikorps amico dell'ammiraglio Wilhelm Canaris e di Hans Oster ed adepto della fazione antinazista dell'Abwehr, Horst von Restorff, dei crimini perpetrati dalle SS contro la popolazione civile slava ed ebraica, disgustato von Prittwitz entrò pure a far parte dell'Abwehr in vece di diplomatico.
Fu così mandato negli USA, dove ebbe modo di divulgare ad un giornalista ebreo del New York Times, Adolph Ochs i crimini nazisti, archiviati in segreto negli archivi di stato americani. Friedrich negli USA ebbe una notevole attrazione verso la democrazia, unendo ai suoi valori di eguaglianza e libertà quelli di fedeltà e lealtà della monarchia.
Richiamato in Germania, ebbe il compito di raccogliere adepti alla causa antinazista, coudiavato in questo compito da un ufficiale della Kriegsmarine, Magnus von Leventzow, testimone degli orrori di Auschwitz ed adepto dell'Abwehr. Furono raccolti, tra gli altri, un ex politico del partito nazista, Hans von Tschammer und Osten, che fornì documenti oculari sul genocidio del genocidio degli Armeni; Axel von Freytagh-Loringhoven, capo del partito indipendentista conservatore baltico; Siegfried von Kardorff, politico liberale; Johann Georg von Dewitz, politico prussiano; Botho-Wendt zu Eulenburg, nipote dell'ex primo ministro Philipp zu Eulenburg.
Nonostante il suo antinazismo, non prese parte al complotto di Stauffenberg, sostenendo la parte pacifista degli antinazisti, ma fu comunque incarcerato e processato dal Tribunale del Popolo e detenuto nel campo di concentramento di Dachau anche per aver favorito fughe di ebrei in Svizzera e in Svezia, collaborando con Friedrich August Nerger.
Dopo la caduta del regime fu liberato dall'Armata rossa e fu membro del Parlamento di Bonn per i moderati; fondò il movimento filantropico degli Amici delle Nazioni, in aiuto a quelle nazioni minorate antinazionalista. Fu uno dei sostenitori degli organi primordiali dell'Unione Europea, collaborando con Konrad Adenauer.